# 沃特敦特設鎮區 (密西根州)
沃特敦特設鎮區（英語：Watertown Charter Township）是位於美國密西根州克林頓縣的一個特設鎮區。

## 地方資料
沃特敦特設鎮區的面積為92.51平方千米，當中陸地面積為91.97平方千米，而水域面積為0.54平方千米。根據2020年美國人口普查的數據，當地共有人口5563人，而人口密度為每平方千米60.13人。